# باز-عقاب گونه‌گون
باز-عقاب گونه‌گون یا باز-عقاب کاکلی (نام علمی: Nisaetus cirrhatus) یکی از پرندگان شکاری خانواده بازان است. اطلاعات بیشتر یا نام‌های رایج انگلیسی شامل باز-عقاب تالابی یا باز-عقاب کاکلی هندی است. این پرنده عضوی از زیرخانوادهٔ عقابیان است. این گونه در گذشته در سرده بازعقاب‌های کاکلی جای داشت اما مطالعات هم‌تباری آن را با اعضای سردهٔ بازعقاب‌های کاکلی (هاجسون، ۱۸۳۶) نشان داد. این گونه از گروه باز-عقاب‌های اصلی است که پرنده شکاری جنگلی شکننده است و مانند بسیاری از این عقاب‌ها شکار آنها از میان پرندگان، پستانداران و خزندگان و دیگر مهره‌داران است. در میان اعضای این سرده، باز-عقاب گونه‌گون، یک گونه دارای بیشتر گستره پراکنش، سازگارتر و فراوان‌تر است. زیرگونه‌های آن ریخت‌های روشن یا تیره هستند و به همین دلیل آن را «گونه‌گون» نامیدند.

## رده‌بندی
آرایه‌شناسی باز-عقاب گونه‌گون با گستره پهناور پیچیده است و برخی مقامات موافقند که در حقیقت یک گونه تافته است.

### زیرگونه‌ها
دو گروه مشخص در باز-عقاب گونه‌گون وجود دارد: یک گروه با کاکل و گروهی بدون کاکل یا به سختی قابل دیدن. ریخت‌های تیره در برخی جمعیت‌ها وجود دارد.
باز-عقاب گونه‌گون
- N. c. cirrhatus: زیرگونه نام‌گذاری شده در شبه جزیره هند، از دشت گنگ به سمت جنوب در سراسر دیگر بخش‌های این کشور است. رنگ آن تک‌ریختی و بدون رنگ تیره است. زیرگونه نمادین در مقایسه با نژادهای دیگر نسبتاً کم‌رنگ است و رنگ سر آن کمی حنایی‌تر است. در مقایسه با نژادهای دیگر، با بال‌های تیره و دم به شدت نواری، تمایل به رگه‌های کمتری از پایین تا پایین سینه پایین دارد. در پرهای نوجوانان، نژاد نمادین دارای سر شدیداً نخودی است و دارای بخشهای زیرتنه نقطه‌دار و خالدار است. این نژاد بلندترین کاکل را دارد، با اندازه‌های رایج ۱۰ تا ۱۴ سانتیمتر (۳٫۹ تا ۵٫۵ اینچ) در طول، بنابراین، این نژاد معمولاً به عنوان باز-عقاب کاکلی نامیده می‌شود.[۲][۷] این یکی از دو زیرگونه بزرگ‌تر است. طول وتر بال ۴۰۵ تا ۴۴۲ میلیمتر (۱۵٫۹ تا ۱۷٫۴ اینچ) در نرها و از ۴۴۸ تا ۴۶۲ میلیمتر (۱۷٫۶ تا ۱۸٫۲ اینچ) در ماده‌ها است. در هر دو جنس، دم معمولاً ۲۸۰ تا ۳۰۰ میلیمتر (۱۱ تا ۱۲ اینچ) و تارس از ۱۰۲ تا ۱۱۰ میلیمتر (۴٫۰ تا ۴٫۳ اینچ) است.[۲]
- N. c. ceylanensis: این نژاد بومی سریلانکا است، اما برخی مقامات همچنین Travancore در نوک جنوبی هندوستان را به عنوان بخشی از محدوده پراکنش این نژاد می‌آورند.[۲][۸] این نژاد به‌طور متوسط کاکل بلندتری نسبت به نژاد نمادین دارد و طول کاکل آن تقریباً ۱۰ سانتیمتر (۳٫۹ اینچ) است. مانند نژاد نمادین یتک‌ریخت است، به‌طور میانگین رنگ‌پریده‌تر و کمتر خط‌خطی است، اما ظاهر مشابهی برای پرندگان جنوبی‌ترین نقطه هند دیده شده است که از نظر ظاهری تقریباً مشابه هستند. تفاوت‌های نشان داده شده در این نژاد از نژاد نمادین تا حد زیادی کلاینی است. نسبت به نژاد نمادین کوچک‌تر است. طول وتر بال ۳۵۱ تا ۳۷۰ میلیمتر (۱۳٫۸ تا ۱۴٫۶ اینچ) در نرها و از ۳۵۳ تا ۳۸۷ میلیمتر (۱۳٫۹ تا ۱۵٫۲ اینچ) در ماده‌ها است.[۲][۹] علاوه بر این، در هر دو جنس طول دم از ۲۲۹ تا ۲۶۶ میلیمتر (۹٫۰ تا ۱۰٫۵ اینچ) و طول قلم پا از ۸۹ تا ۹۷ میلیمتر (۳٫۵ تا ۳٫۸ اینچ) است.[۳][۹][۱۰]

باز-عقاب گونه‌گون بی‌کاکل

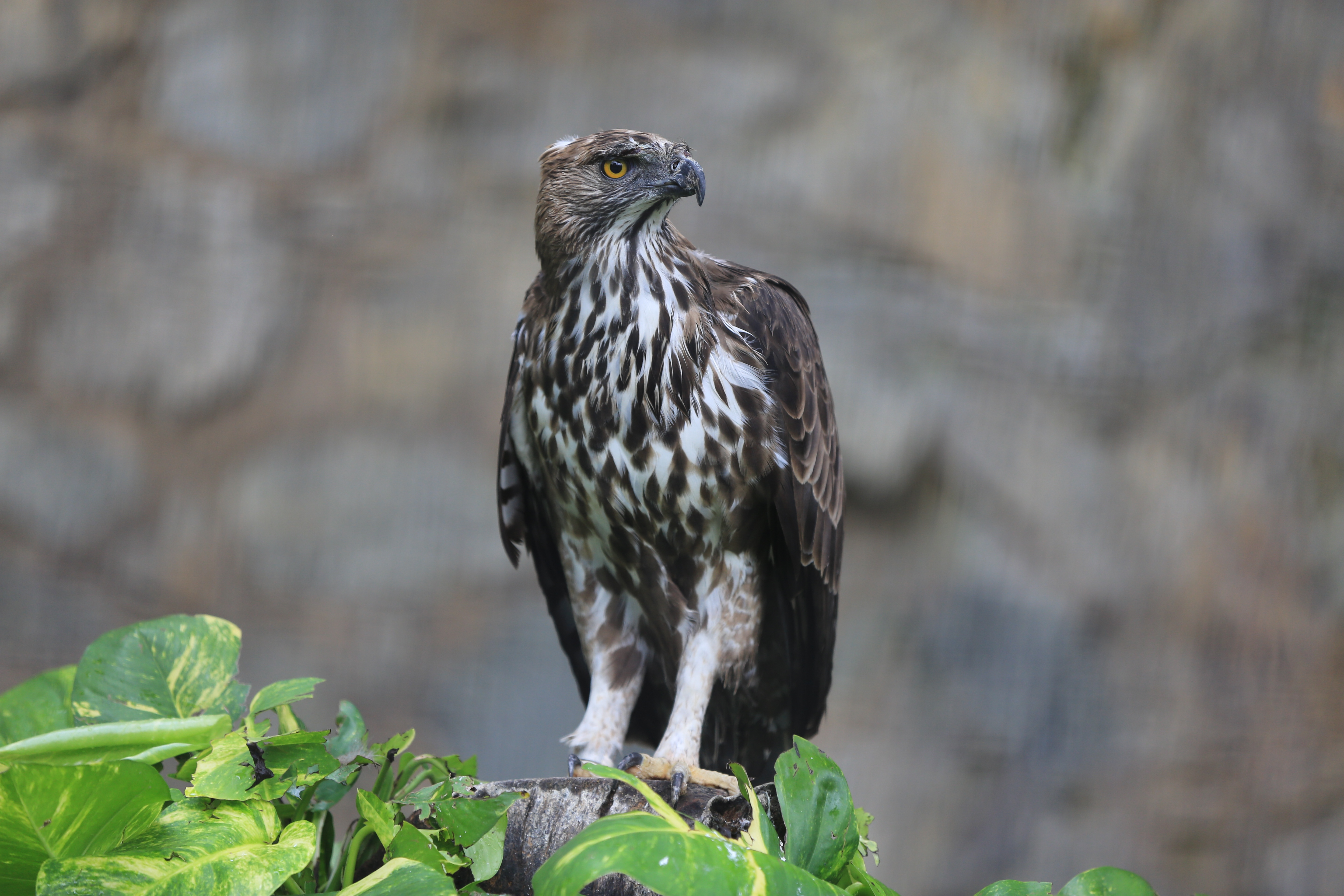
یک باز-عقاب گونه‌گون بی‌کاکل (N. c. limnaeetus) در سنگاپور.

- N. c. limnaeetus: این نژاد از طریق کوهپایه‌های هیمالیا از نپال، شمال شرقی هند، از طریق برمه تا بسیاری از جنوب شرق آسیا از جمله شبه جزیره مالایا در امتداد خط والاس تا فیلیپین و جزایر سوندای بزرگ یافت می‌شود. این نژاد می‌تواند از نظر اندازه و ساختار شبیه به نژاد نمادین به نظر برسد، اما بر خلاف آن، نسبتاً چندریختی است و این زیرگونه گسترده‌ترین است. چندریختی این نژاد منشأ گونه‌ای است که از آن به عنوان باز-عقاب گونه‌گون یاد می‌شود.[۳] شکل رنگ‌پریده این نژاد هنوز تیره‌تر از نژاد نمادین است که در جنوب هند یافت می‌شود. با این حال، ریخت‌های رنگ‌پریده فیلیپین تمایل دارند سر و گردن کم‌رنگ‌تری داشته باشند. مشخصه این است که این نژاد در زیرتنه به شدت رگه‌های زیادی دارد، در حالی که نوجوانان کاملاً متفاوت به نظر می‌رسند زیرا سر و زیتنه آنها تا حد زیادی سفید است. افراد ریخت تیره تمایل دارند تا سرتاسر آنها قهوه‌ای شکلاتی باشند، اگرچه ممکن است پایهٔ دم در هنگام پرواز روشن‌تر به نظر برسد.[۲][۱۰] برخی از پرندگان این نژاد دارای تاج ۱ تا ۳ سانتیمتر (۰٫۳۹ تا ۱٫۱۸ اینچ) هستند، اما به نظر می‌رسد که بسیاری از آنها کاملاً فاقد کاکل هستند. این نژاد به‌طور کلی از نظر اندازه شبیه به نژاد نمادین است، اما از نظر اندازه نسبت به پراکندگی بزرگ آن در جنوبی‌ترین پرندگان جزیره‌ای که به‌طور متوسط کوچک‌ترین هستند، متغیرتر است، در حالی که پرندگانی که در دامنه‌های هیمالیا یافت می‌شوند، مسلماً بزرگ‌ترین باز-عقاب‌های شناخته‌شده در این گونه هستند. طول وتر بال ۳۸۰ تا ۴۳۰ میلیمتر (۱۵ تا ۱۷ اینچ) در نرها و از ۴۰۵ تا ۴۶۲ میلیمتر (۱۵٫۹ تا ۱۸٫۲ اینچ) در ماده‌ها است. در نمونه‌های محدود، طول دم ۲۴۰ تا ۲۷۸ میلیمتر (۹٫۴ تا ۱۰٫۹ اینچ) و طول قلم پا (تارسوس) از ۱۰۰ تا ۱۰۳ میلیمتر (۳٫۹ تا ۴٫۱ اینچ) است.[۱۱] نمونه‌ای متشکل از ۶ ماده به‌طور میانگین ۳۷٫۹ میلیمتر (۱٫۴۹ اینچ) در طول هالوکس-پنجه عقب، دستگاه اصلی کشتار در اکثر بازسانان است، در حالی که ۷ نر به‌طور میانگین ۳۲٫۳ میلیمتر (۱٫۲۷ اینچ) داشتند.[۱۲]
- N. c. andamanensis: این نژاد در جزایر آندامان یافت می‌شود. این زیرگونه تیره‌تر از زیرگونه نامگذاری شده و شبیه N.c. limnaeetus در رنگ است اما به نظر نمی‌رسد که شکل کامل تیره آن گونه که در آن نژاد شناخته شده است. نوجوانان آندامانی معمولاً سر و رنگ زیرین نسبتاً سفید دارند. یک کاکل ممکن است به‌طور متغیر وجود داشته باشد اما معمولاً فقط تا ۵ سانتیمتر (۲٫۰ اینچ) است. این نژاد کوچک، حتی کمی کوچک‌تر از N.c. ceylanensis است. طول وتر بال ۳۳۰ تا ۳۷۵ میلیمتر (۱۳٫۰ تا ۱۴٫۸ اینچ) در نرها و از ۳۵۸ تا ۳۷۷ میلیمتر (۱۴٫۱ تا ۱۴٫۸ اینچ) در ماده‌ها است.[۲][۱۰]
- N. c. vanheurni: این نژاد بومی جزیره Simeulue است. از نظر ظاهری شبیه N. c. limnaeetus، اما ظاهراً فاقد ریخت تیره است. این زیرگونه همچنین روی سینه سفیدترش به شدت سیاه و سفید لکه‌دار است و هرگز کاکل ندارد. این کوچک‌ترین زیرگونه پذیرفته‌شده از باز-عقاب گونه‌گون است که به‌طور قابل توجهی کوچکتر از N.c. limnaeetus است. وتر بال ۳۱۲ میلیمتر (۱۲٫۳ اینچ) در یک نر مجرد و ۳۲۹ تا ۳۳۷ میلیمتر (۱۳٫۰ تا ۱۳٫۳ اینچ) در نمونه کوچکی از ماده‌ها اندازه‌گیری شد.[۲]

## نگارخانه

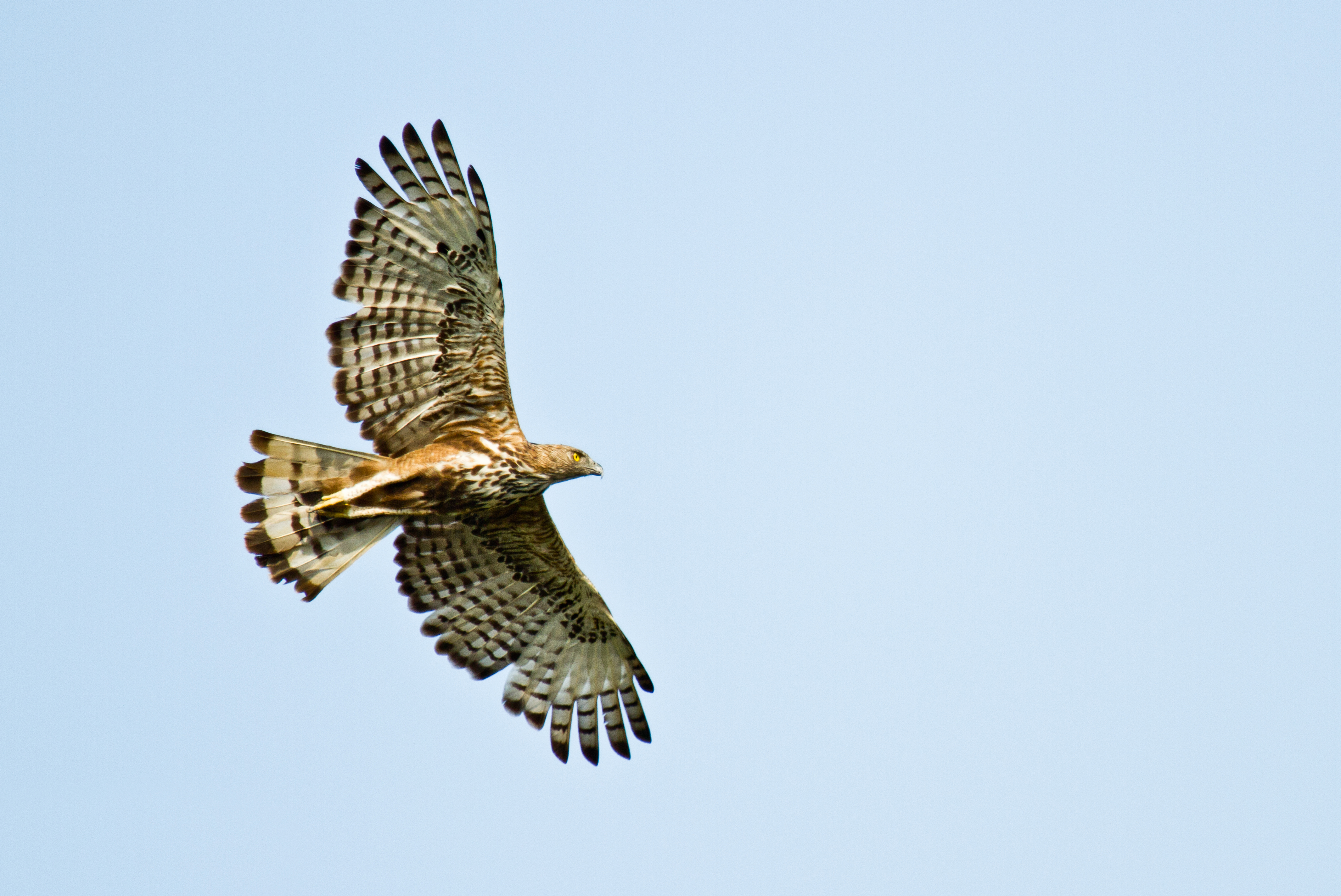
در پرواز، باز-عقاب‌های گونه‌گون دارای بال‌های کوتاه اما پهن با نوارهای تیره روی پرهای پرواز و دمی بلند هستند.
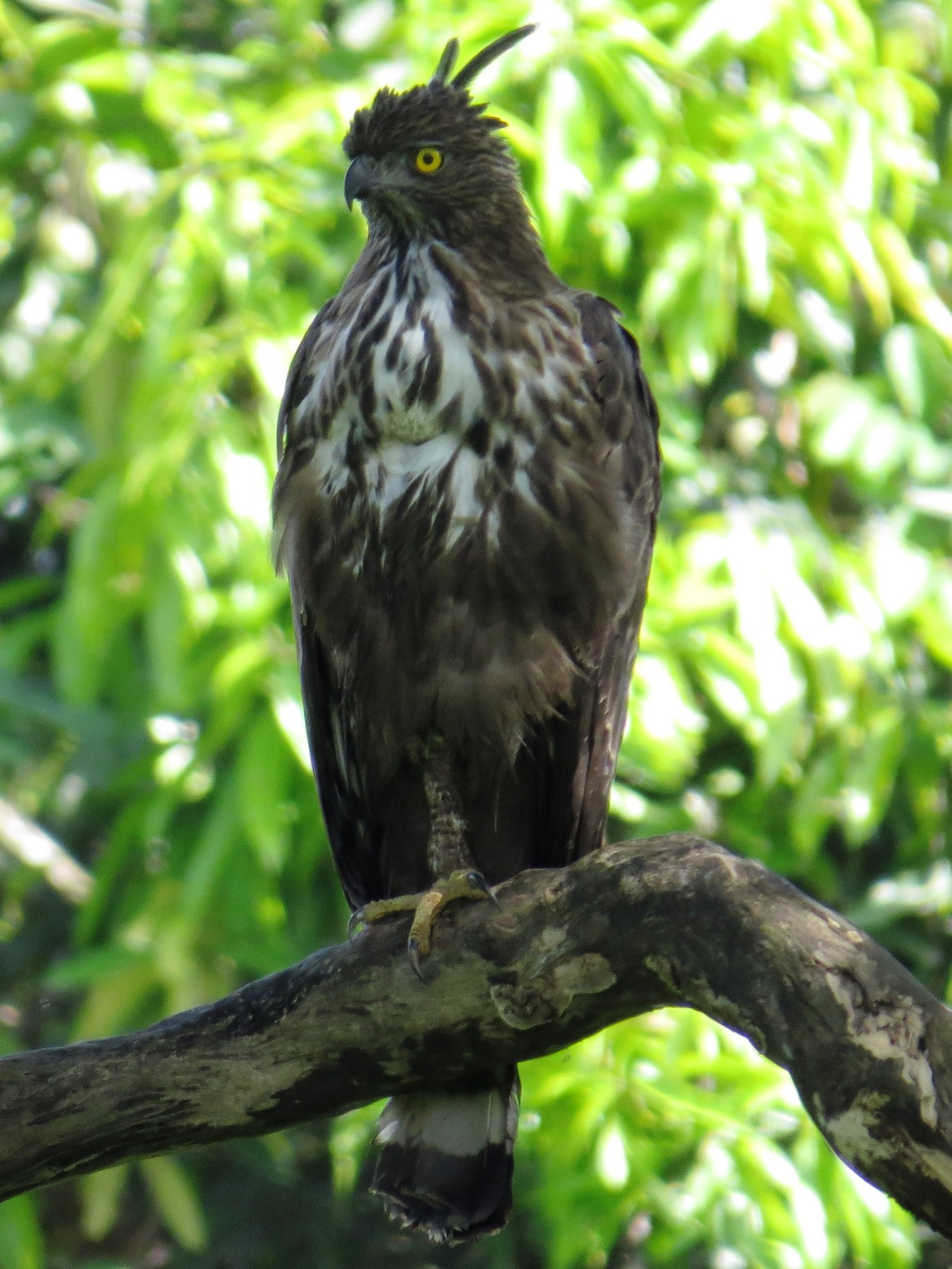
در مایانور، تریسور، کرالا
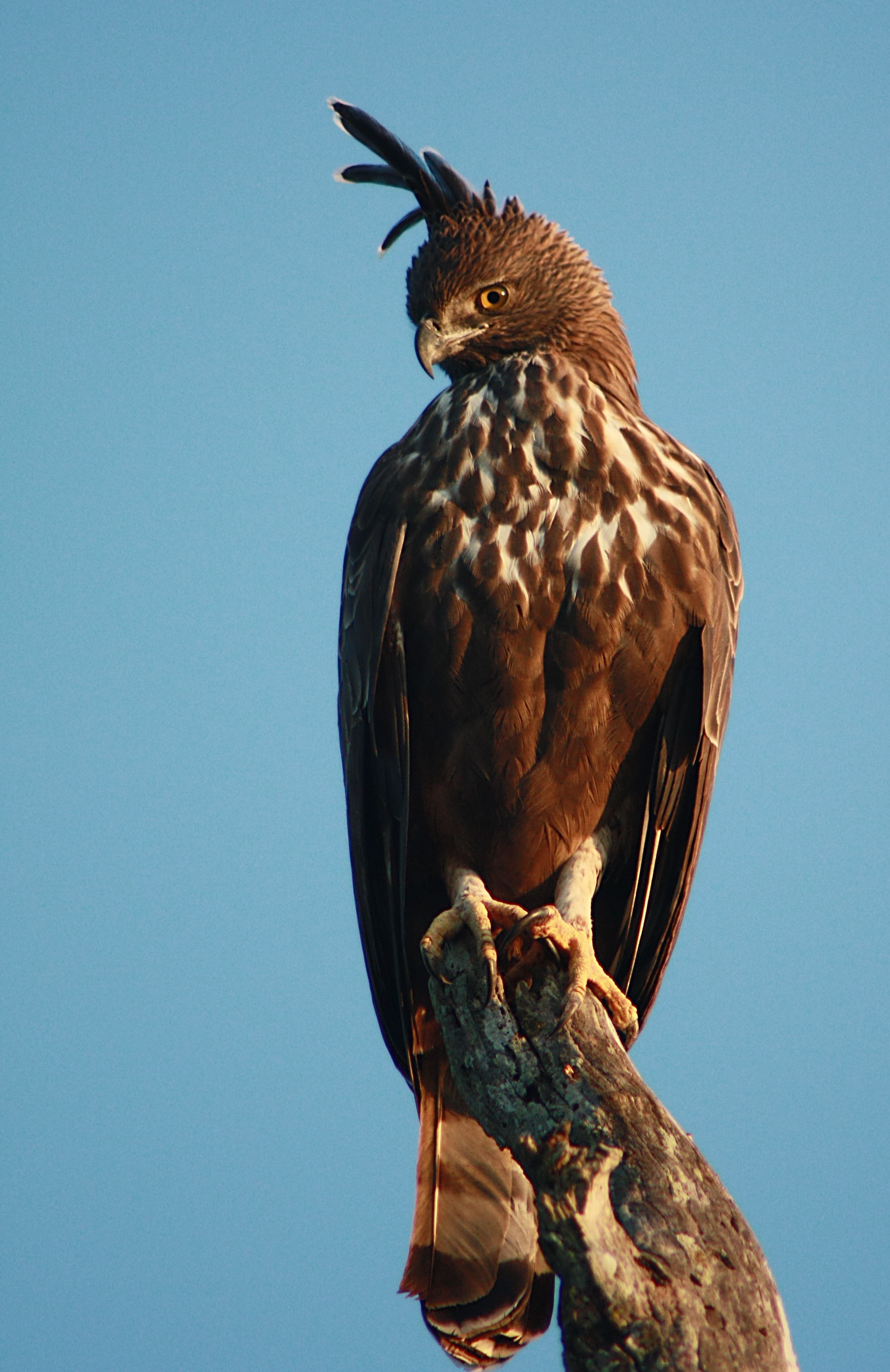
شاخه‌نشستن در پارک ملی باندیپور
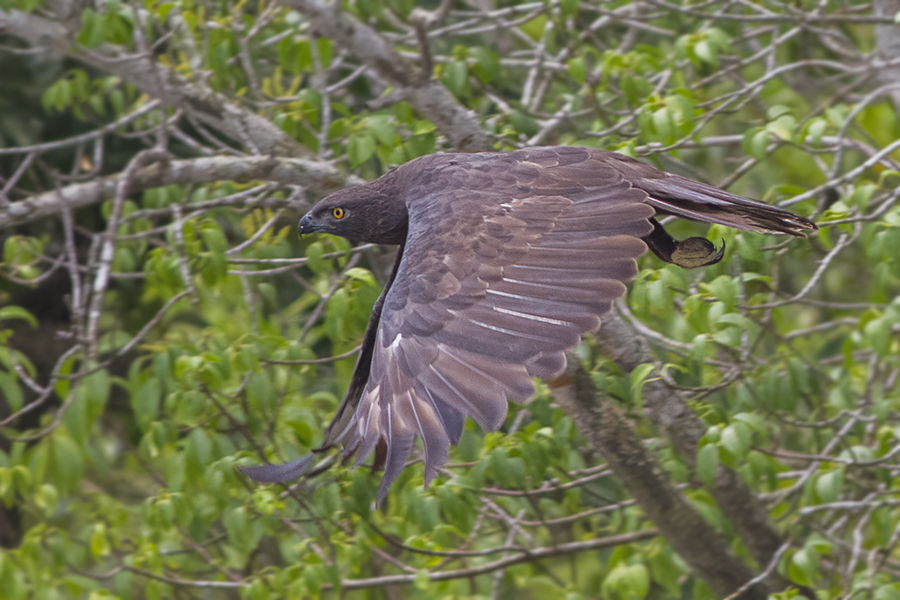
ریخت تیره کمیاب بدون کاکل در حال پرواز از پارک ملی سانداربنس، بنگال غربی
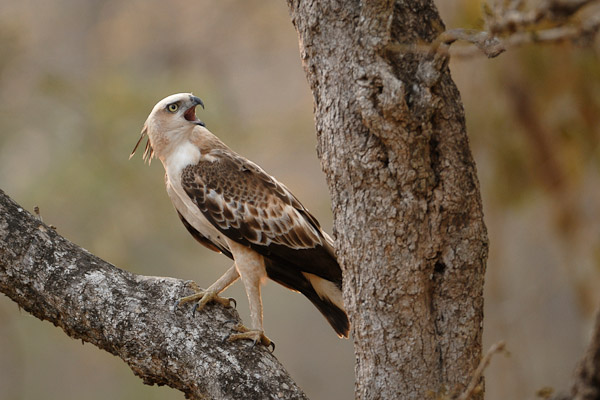
یک باز-عقاب گونه‌گون نوجوان از نژاد نمادین.
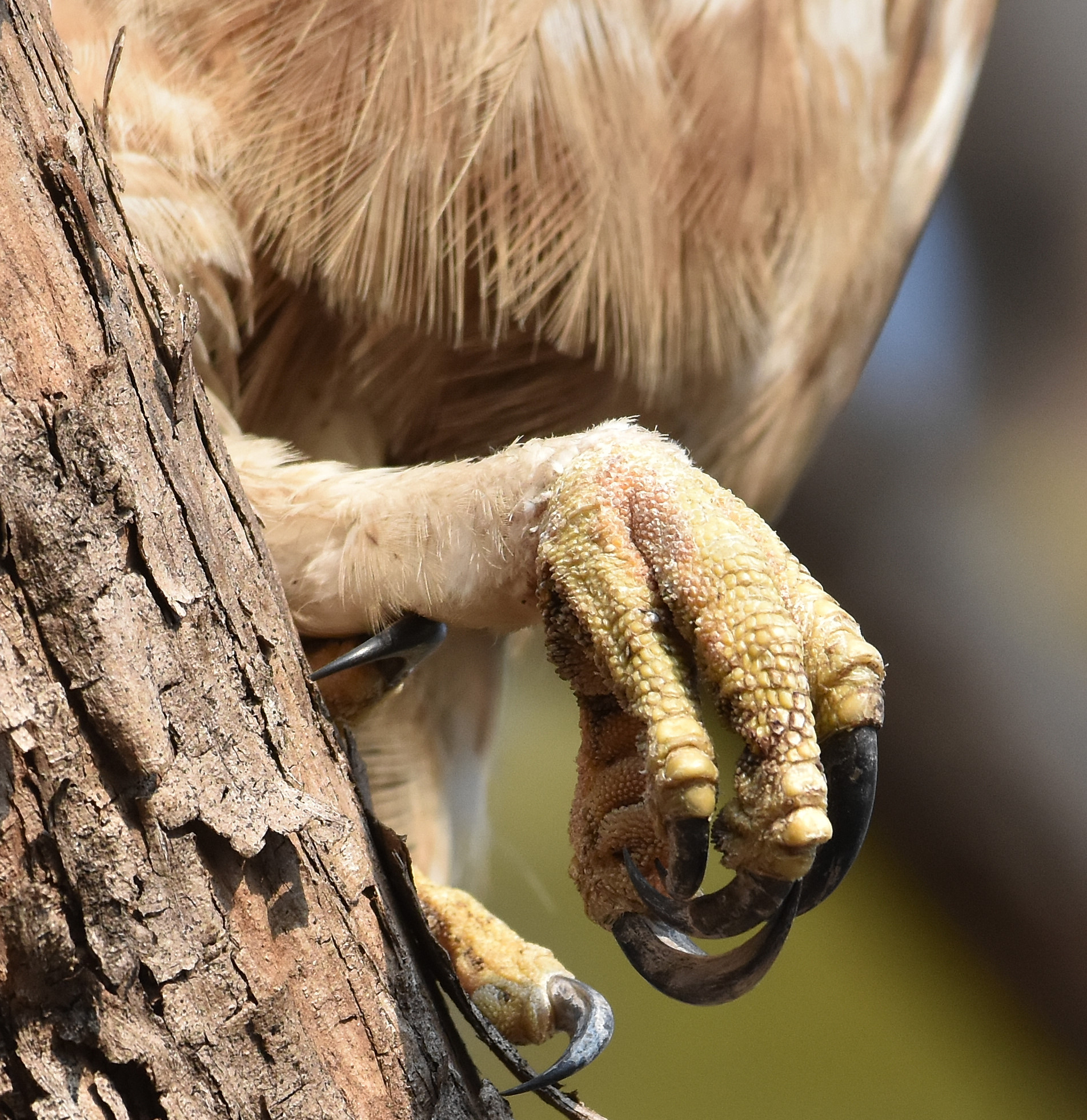
چنگال‌های مهیب باز-عقاب گونه‌گون.
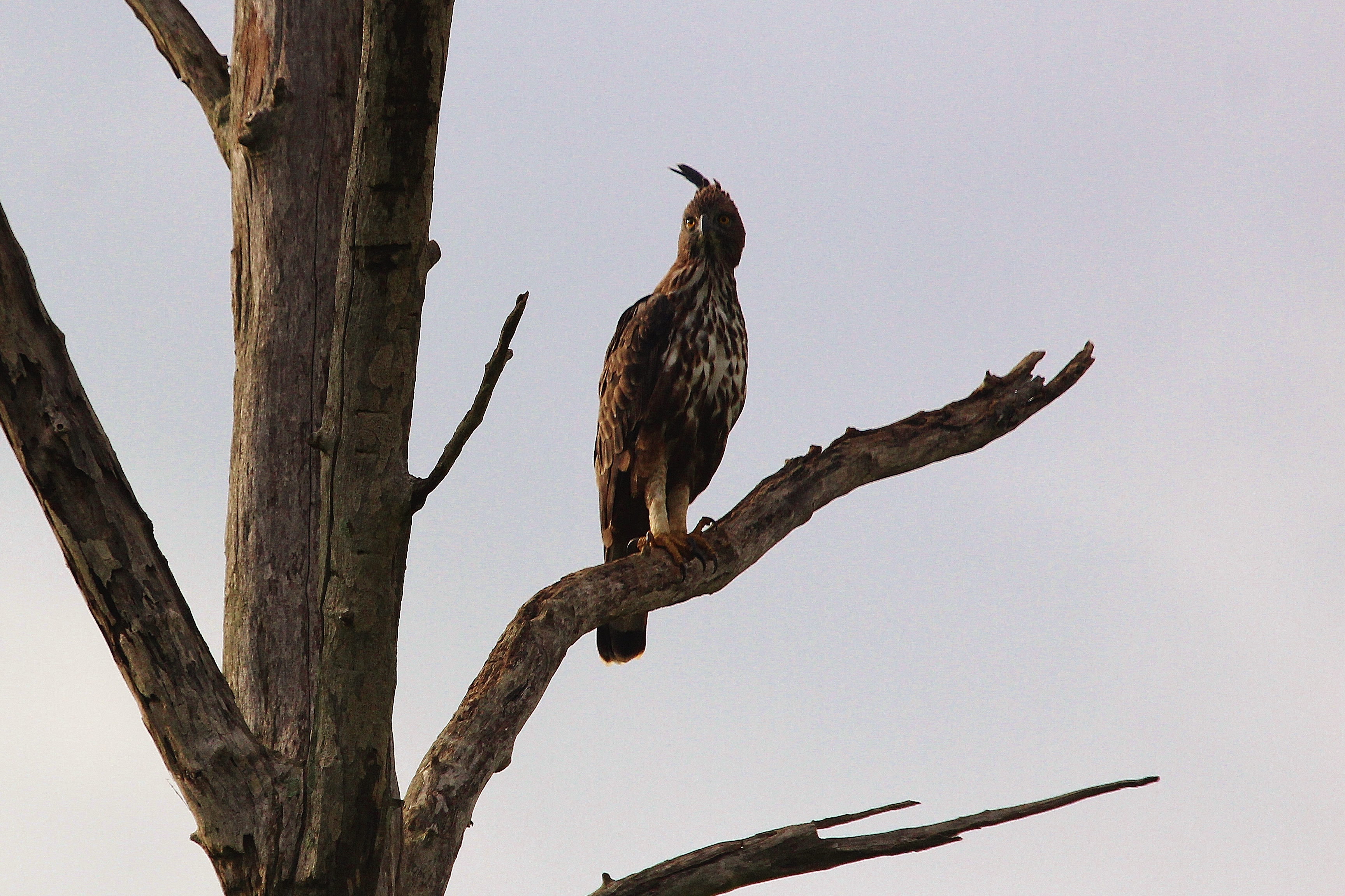
یک باز-عقاب گونه‌گون در پارک ملی اوداوالاوه، سریلانکا نشسته است.
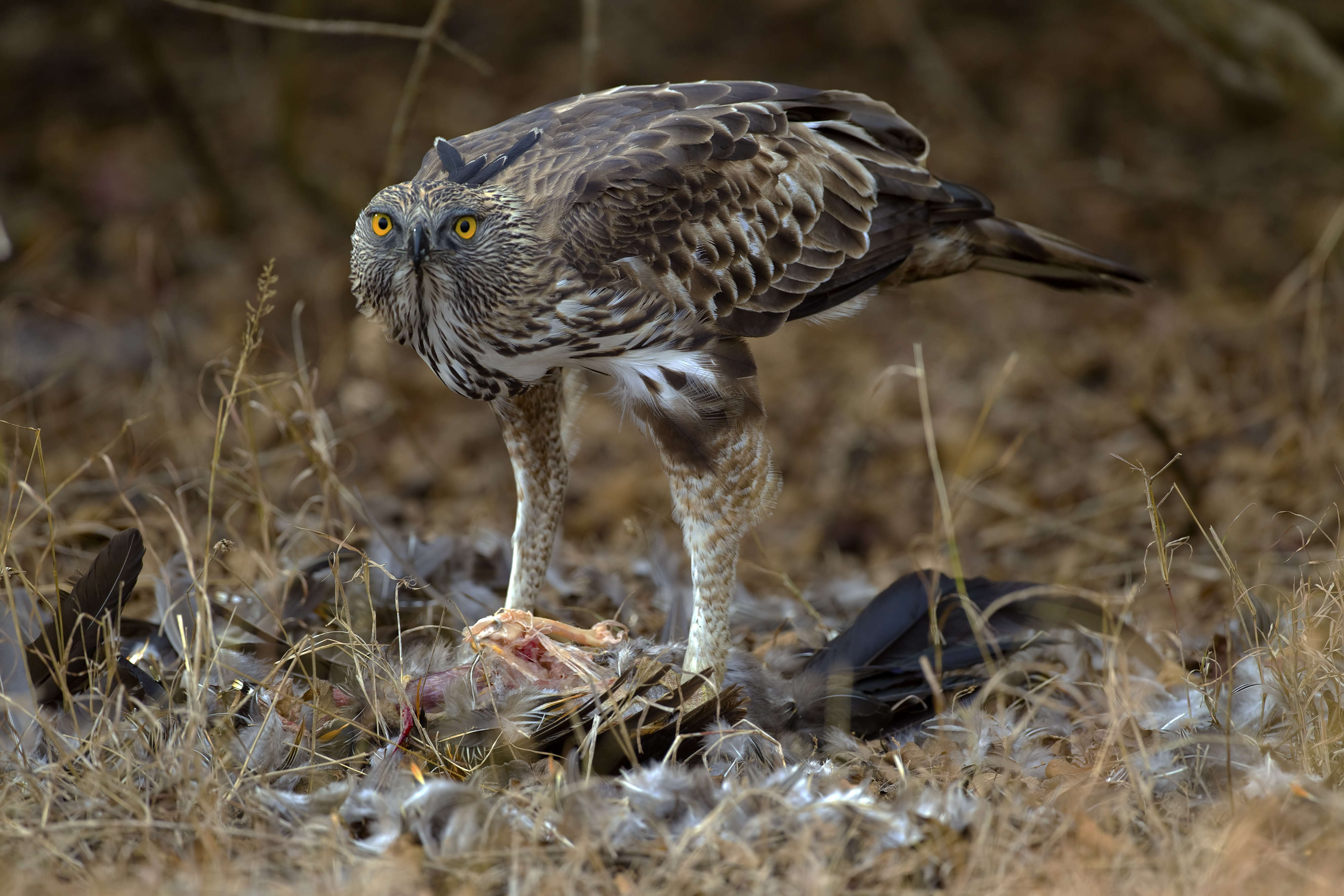
عکس همراه از مرغ جنگلی خاکستری در حال مصرف.
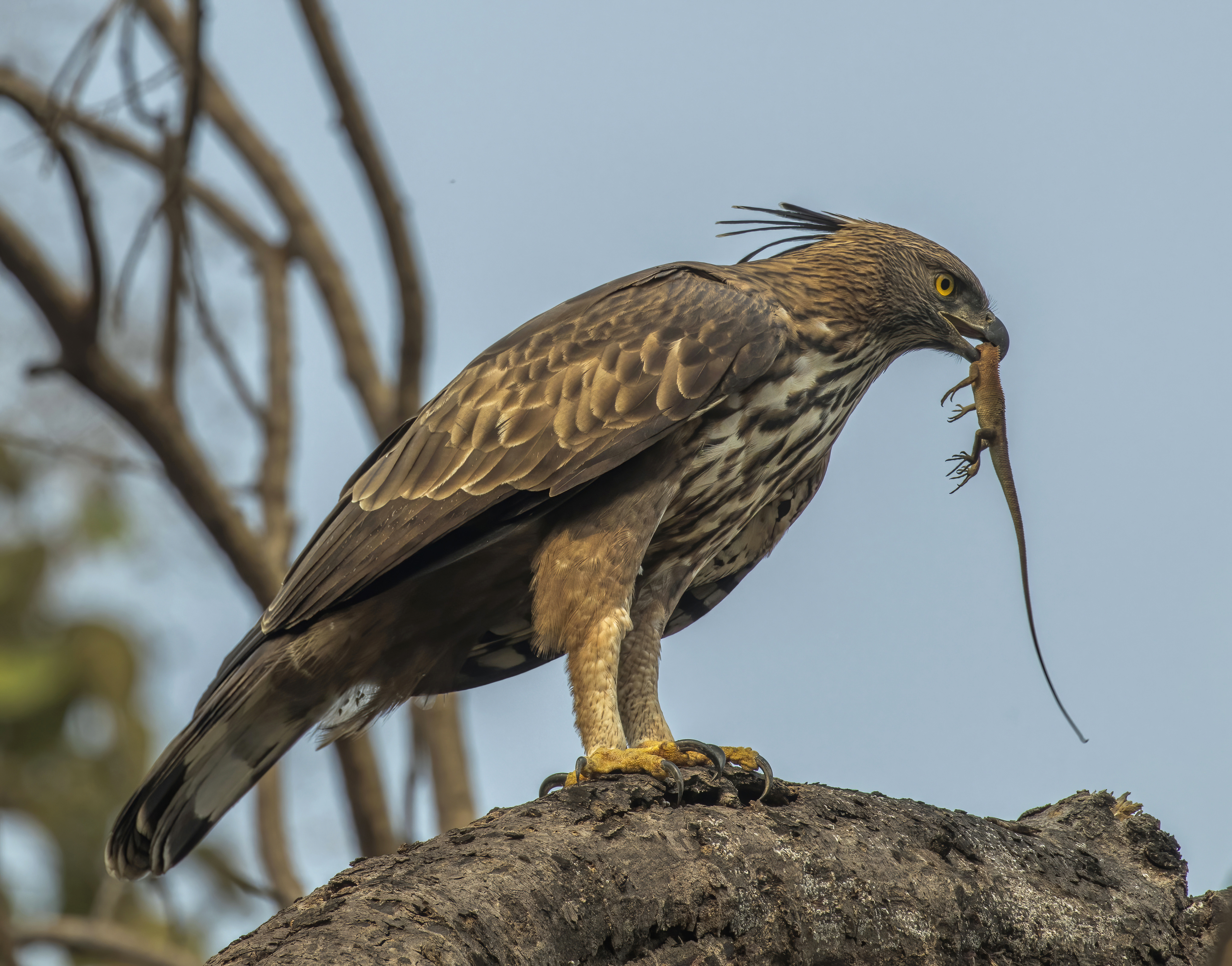
N. c. cirrhatus با مارمولک باغی هندی پارک ملی ساتورا، مادیا پرادش
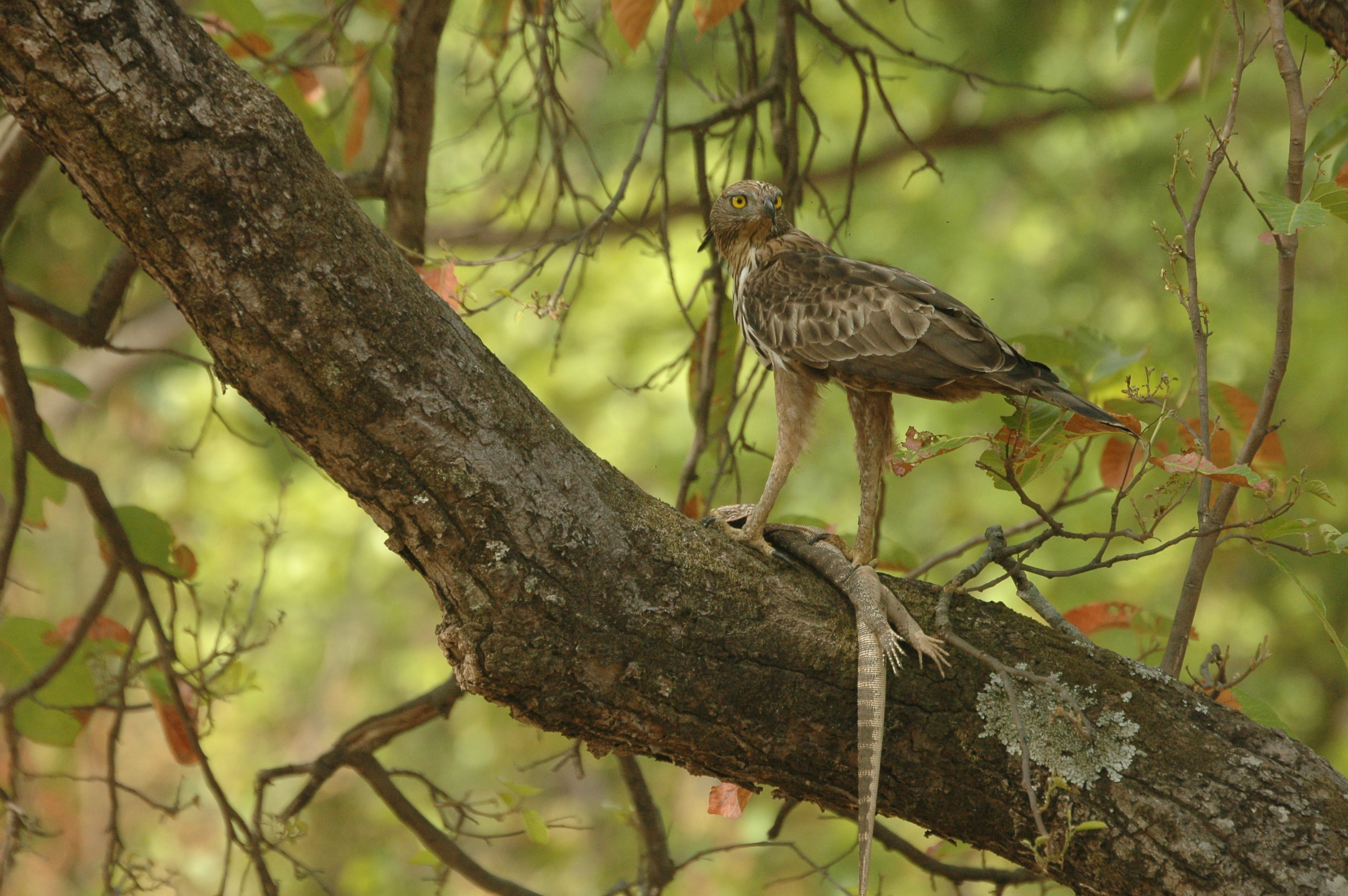
یک باز-عقاب گونه‌گون در حال شکار یک بزمجه در ماهاراشترا، هند.
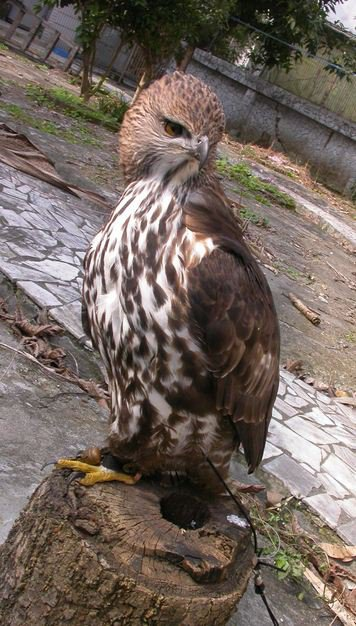
یک بالغ در اسارت